# 1999 (프린스의 음반)
| 전문가 평가                   | 전문가 평가 |
| 평가 점수                     | 평가 점수   |
| 출처                          | 점수        |
| ----------------------------- | ----------- |
| AllMusic                      | [ 3 ]       |
| Blender                       | [ 7 ]       |
| Chicago Sun-Times             | [ 8 ]       |
| Entertainment Weekly          | A−          |
| The Guardian                  | [ 10 ]      |
| Pitchfork                     | 10/10       |
| Rolling Stone                 | [ 5 ]       |
| The Rolling Stone Album Guide | [ 12 ]      |
| Spin Alternative Record Guide | 8/10        |
| The Village Voice             | A−          |

《1999》은 미국의 싱어송라이터 프린스의 다섯 번째 스튜디오 음반으로, 그의 밴드인 더 레볼루션의 첫 번째 음반이다. 1982년 10월 27일 워너 브라더스 레코드에 의해 발매되었다. 《1999》의 비평적이고 상업적인 성공은 프린스를 대중 정신의 한 곳으로 이끌었고, 그의 다음 음반을 통해 2년간의 높은 명성의 시작을 알렸다.
《1999》은 프린스의 미국 빌보드 200 차트 첫 번째 톱 10 음반(9위로 정점을 찍은 그는 2016년 사망 후 7위로 최고점을 찍었다)이었으며, 이후 1983년 5번째 베스트셀러 음반이 되었다. 타이틀곡은 핵 확산에 대한 항의였으며, 미국 밖의 나라에서 그의 첫 번째 톱 10 히트작이 되었다. 《1999》은 비평가들로부터 폭넓은 찬사를 받았고 프린스의 획기적인 음반으로 보여졌다.
《1999》은 미국 음반 산업 협회에 의해 4배 플래티넘 인증을 받았다. 《롤링 스톤 앨범 가이드》에 따르면, "《1999》은 프린스의 가장 영향력 있는 음반일 수 있다. 이 음반의 신스와 드럼으로 된 기계로 된 무거운 배치는 80년대 중반의 알앤비와 팝에서 나타나는 미니애폴리스 사운드를 코드화시켰으며, 그 후 20년 동안의 일렉트로, 하우스, 테크노 등은 말할 것도 없다." 2003년에는 《롤링 스톤》이 선정한 역사상 가장 위대한 음반 500장에 《1999》이 163위에 올랐다. 이 음반은 2008년 그래미 명예의 전당에 헌액되었다.

## 커버 아트
이 음반의 커버는 프린스의 이전 음반인 《Controversy》의 앞면 커버, 즉 "1999"의 눈과 "Rude Boy" 핀, "R"의 재킷 스터드, "P"의 미소 등의 요소를 특징으로 한다. "Prince"의 "I"는 "and the Revolution"이라는 단어를 거꾸로 쓴 것을 포함하고 있으며("dna eht noituloveR"), 둘 다 그의 후원 밴드를 인정하고 그의 경력 4년을 예고하고 있다.

## 발매
1999년 10월 27일 워너 브라더스 레코드에 의해 발매되었다. 이 음반은 프린스가 발매한 다섯 번째 음반이었다. 1999년은 빌보드 200에서 9위를 정점으로 프린스의 첫 톱 10 음반이었다. 1983년 《빌보드》 연말 음반 5위였다. 2016년 프린스가 사망한 후, 이 음반은 빌보드 200에 다시 진입하여 7위로 정점을 찍으며 33년 전 차트에서 원래의 성과를 능가했다. 이 음반은 1982년 뉴질랜드 음반 차트에서 6위에 오르며 뉴질랜드 톱 10에 정점을 찍었다.

### 리마스터드, 디럭스 및 슈퍼 디럭스 재발행
이 음반은 2019년 11월 29일 리마스터드, 디럭스, 슈퍼 디럭스 에디션으로 발매되었다. 가장 정교한 재발행본은 이전에 발매되지 않은 트랙을 담은 5장의 CD와 총 5시간 53분 분량의 라이브 DVD를 포함하고 있다. 이 음반은 벨기에, 네덜란드, 헝가리의 차트 상위 20위에 올랐다.

## 곡 목록
모든 곡들은 프린스에 의해 작사/작곡하였다.
| #  | 제목                    | 재생 시간 |
| -- | ----------------------- | --------- |
| 1. | 〈1999〉                | 6:15      |
| 2. | 〈Little Red Corvette〉 | 5:03      |
| 3. | 〈Delirious〉           | 4:00      |

| #  | 제목                            | 재생 시간 |
| -- | ------------------------------- | --------- |
| 4. | 〈Let's Pretend We're Married〉 | 7:21      |
| 5. | 〈D.M.S.R.〉                    | 8:17      |

| #  | 제목                                          | 재생 시간 |
| -- | --------------------------------------------- | --------- |
| 6. | 〈Automatic〉                                 | 9:28      |
| 7. | 〈Something in the Water (Does Not Compute)〉 | 4:02      |
| 8. | 〈Free〉                                      | 5:08      |

| #   | 제목                                   | 재생 시간 |
| --- | -------------------------------------- | --------- |
| 9.  | 〈Lady Cab Driver〉                    | 8:19      |
| 10. | 〈All the Critics Love U in New York〉 | 5:59      |
| 11. | 〈International Lover〉                | 6:37      |

## 인증
| 국가                       | 인증        | 판매량/출하량 |
| -------------------------- | ----------- | ------------- |
| 캐나다 (뮤직 캐나다)       | 골드        | 50,000^       |
| 뉴질랜드 (RMNZ)            | 골드        | 7,500^        |
| 영국 (BPI)                 | 플래티넘    | 300,000^      |
| 미국 (RIAA)                | 4× 플래티넘 | 4,000,000^    |
| ^출하량을 기반으로 한 인증 |             |               |